# Musi
|  | Per a altres significats, vegeu «Riu Musi». |

Musi és una entitat de població de l'Uruguai ubicada al nord-est del departament de Salto, sobre el límit amb el departament d'Artigas.
Es troba a 142 metres sobre el nivell del mar. Té una població aproximada de 100 habitants.